# Vila Algarve
Vila Algarve é uma casa residencial na capital de Moçambique, Maputo. Construída em 1934, obteve mais tarde classificação como imóvel de interesse arquitéctónico, o edifício era a sede da Polícia Internacional e de Defesa do Estado até ao fim do período colonial em Moçambique. Localiza-se na intersecção da Avenida Mártires da Machava e Avenida Ahmed Sekou Touré.

## História
O edifício foi construído em 1934 por Portugueses. De notar são os azulejos, um raro exemplo de mosaicos decorados com motivos naturalistas do início do século XX, bem como de Arquitetura historicista.
Com o início da Guerra Colonial Portuguesa nas, à altura, colónias portuguesas da Guiné, Angola e Moçambique, a PIDE expandiu as suas actividades para os territórios das colónias. A PIDE confiscou o edifício e usou-o como sua sede. Durante a Guerra Colonial muitos combatentes da resistência foram aqui torturados. O poeta moçambicano José Craveirinha descreve experiências suas nesta casa em três das suas obras Houve outros presos famosos, entre outros, Rui Knopfli e Malangatana Ngwenya.
Depois da independência de Moçambique, o edifício permaneceu devoluto, muito devido ao seu passado sombrio, sendo ocupado por pessoas sem abrigo Em 1999 a Ordem dos Advogados de Moçambique adquiriu o imóvel e chegou a planear instalar a sua sede nele. O custo da reabilitação ficou estimado em  400.000 euros. Mais tarde, a Ordem abandonou os seus planos e cedeu o edifício ao Ministério da Cultura. Em nome do Ministério da Resistência, será instalado lá um Museu da Libertação de Moçambique".
Desde 2011, o edifício está em fase de pré-selecção para uma lista de memoriais da cidade de Maputo. Na base de dados de monumentos portugueses (Sistema de Informação para Património Arquitectónico), que inclui imóveis das antigas colónias portuguesas, A Vila Algarve está registada com o número 31730.